# Jennys Bummel durch die Männer
Jennys Bummel durch die Männer ist ein deutsches Stummfilmlustspiel aus dem Jahre 1929 von Jaap Speyer. Die Geschichte basiert auf dem gleichnamigen Roman (1927) von Hans Bachwitz.

## Handlung
Die Geschichte beginnt im Modehaus des alten Herrn Dusterberg. Dort ist das Mannequin Jenny als Vorführmodell angestellt. Eines Tages wird sie in das niederländische Scheveningen geschickt, um einer gewissen Mrs. Brude die Modelle der Dusterberg-Kollektion zu präsentieren. Als ihr Gatte, Mr. Bruce, auf die dumme Idee kommt, mit der hübschen Berlinerin anzubandeln, platzt Mrs. Bruce die Hutschnur, und sie wirft die Deutsche kurzerhand aus ihrem Haus. Mr. Bruce hat ein schlechtes Gewissen bekommen und überreicht, ehe Jenny blank dasteht, kurzerhand einen Scheck.
Jenny reist daraufhin ins belgische Spa ab. Derweil geht daheim in Berlins Modehaus Bestellung auf Bestellung ein. Man wird misstrauisch und entsendet daher Neffe Dusterberg, von Haus aus Jurist, nach Spa. Dort trifft er in einem Luxushotel auf Jenny, die es sich bei Schampus und anderen Männern gut gehen lässt. Es dauert nicht lange, da hat der junge Charmeur das Herz der Probiermamsell im Sturm erobert und die anderen Kerls vergessen gemacht. Jennys Bummel durch die Männer findet in Spa ein jähes Ende, und sie läuft als Gattin von Dr. jur. Dusterberg in den Hafen der Ehe ein.

## Produktionsnotizen
Gedreht im August und September 1929 im Terra-Glashaus von Berlin-Marienfelde sowie mit Außenaufnahmen in Scheveningen und Spa, passierte Jennys Bummel durch die Männer die Zensur am 26. September 1929 und wurde am selben Tag in Berlins Mozartsaal uraufgeführt. Die Länge des mit Jugendverbot belegten Sechsakters betrug 2140 Meter.
Die Produktionsleitung übernahm Julius Sternheim, die Aufnahmeleitung Stefan Welcke.
Die Filmbauten gestalteten Bruno Lutz und Bernhard Klein.

## Kritiken
Peter Suhrkamp vom Berliner Tageblatt, schrieb: “Die saloppe Geste des Titels fehlt im Film; stattdessen ist mitunter ein Ulk heruntergedreht. Zum Beispiel fehlt die Kultur. Die Situationen sind possenhaft (…) Überall nur Ansätze, keine ausgearbeitete Form. Die Absichtlichkeit und Plumpheit könnte oft verstimmen, aber man lacht, weil alles doch aus einem komischen Temperament kommt. Jenny ist Inge Borg. Gesicht und Erscheinung sind still und zart, zunächst noch nur in den Formen. Spiel und Aufmachung sind stark an die Bergner angelehnt. Der Ausdruck ist ganze Strecken leer und flach, das Gesicht zuweilen überanstrengt und verzerrt.”
Siegfried Kracauer meinte in der Frankfurter Zeitung: “Der Film … will nichts weiter sein als ein Amusement. (…) Gut, also ein leichtes Vergnügen ist den Zuschauern zu gönnen, und wir sind gewiß nicht für lauter schwer befrachtete Stücke. In diesem aber kauft man die kleinen Ladenmädchen denn doch für zu naiv. (…) Die Gesinnung solcher Filme, die auf hoffnungslose Wunschträume spekulieren, ist durchaus verwerflich. Sie enthalten nicht nur dem Publikum die Wirklichkeit vor, sondern vertuschen sie überdies, damit nur ja nichts geändert wird. Zu der schlechten sozialen Tendenz gesellt sich in unserem Falle noch die offenkundige Unmoral.”
Hans Sahl befand knapp: “Jennys Bummel durch die Männer … oder vom Wesen der deutschen Konfektionsposse. Das quietscht und zappelt, das neckt und streckt sich in provinzieller Sektausgelassenheit herum, und selbst Truus van Aaltens drollige Groteskbegabung verliert sich im Trubel dieser trüben, matten, abgeleierten Pseudokomik.”